# Matthias Claudius
Matthias Claudius, född 15 augusti 1740 i Reinfeld, Holstein, död 21 januari 1815 i Hamburg, var en tysk författare och journalist, i första hand ihågkommen för sin lyrik.
Claudius, uppvuxen i en prästfamilj, började som 19-åring studera teologi och även juridik i Jena, men återvände till sin födelsestad i Holstein 1762 utan att ha tagit examen. Claudius' första publicerade litterära verk blev Tändeleyen und Erzählungen (Jena 1763), som mottogs övervägande negativt av kritikerna.
Senare blev Claudius anställd hos greven av Holstein. Under ett uppdrag i tjänsten i Köpenhamn lärde han känna diktaren Friedrich Gottlieb Klopstock, en bekantskap som kom blev viktig för Claudius' utveckling som författare. Claudius flyttade 1768 till Wandsbek utanför Hamburg och blev redaktör för Hamburgische-Addreß-Comptoir-Nachrichten, som gavs ut av Klopstocks bror, och lärde känna även Johann Gottfried Herder och Gotthold Ephraim Lessing. Från 1771 till 1775 utgav Claudius tidningen Der Wandsbecker Bothe, som innehöll såväl politiska, vetenskapliga som litterära bidrag, bland annat av Claudius själv, och som fick stor uppmärksamhet. Efter en kort sejour som tidningsredaktör i Darmstadt återvände Claudius med sin familj till Wandsbek.
Claudius levde i flera år under knappa finansiella omständigheter. Genom ett ingripande av den danske kronprinsen Fredrik, som senare blev Fredrik VI, fick Claudius 1785 en särskild hederslön och 1788 en formell tjänst som revisor vid Schleswig-Holsteinische Speciesbank i Altona. Tjänsten innebar i praktiken att Claudius fick ägna sig åt sitt författarskap på heltid, och han behövde bara infinna sig på banken fyra gånger om året för att granska kvartalsavsluten.
Claudius använde tidningsnamnet "Wandsbecker Bothe" och dessutom namnet "Asmus" som pseudonymer. Många dikter av Claudius, exempelvis Der Tod und das Mädchen (tonsatt av Franz Schubert) och Abendlied ("Der Mond ist aufgegangen"), är fortfarande lästa och välkända i den tysktalande delen av världen. Efter att först ha varit anakreontiskt präglad (inte helt olik den samtida Carl Michael Bellmans verk) blev Claudius' diktning från 1770-talet mer religiöst inriktad. Claudius skrev i en skenbart enkel stil, som ofta påminner om folkpoesin, vilken gjorde honom ovanlig för sin tid och anses ha bidragit till att han även senare ofta underskattats av det litterära etablissemanget. 
Från 1772 var Claudius gift med Rebekka Behn. Paret fick tolv barn, bland dem hustrun till Friedrich Christoph Perthes.
Hans är citatet Wenn jemand eine Reise tut, so kann er was erzählen – "När någon gör en resa så kan han berätta något".

## Utmärkelser
Asteroiden 7117 Claudius är uppkallad efter honom.

## Psalmer
Som psalmförfattare finns Claudius representerad i The English Hymnal with Tunes  med psalmen nummer 293 We plough the fields, and scatter, diktad 1782. Till danska i översättningen Vi pløjed og vi så'de. Även Sig månen langsomt hæver är en dansk översättning av en psalm av Claudius diktad 1779. Han är representerad i den danska Psalmebog for Kirke og Hjem.